# 미카와마키하라역
미카와마키하라역(일본어: 三河槙原駅)은 일본 아이치현 신시로시에 위치한 도카이 여객철도 이다선의 철도역이다. 섬식 승강장 1면 2선의 구조를 갖춘 지상역이다.

## 역 주변
- 아이치 현민의 숲
- 국도 제151호선

## 역사
- 1923년 2월 1일 : 호라이지 철도의 역으로서 개업.
- 1943년 8월 1일 : 국유화, 국유 철도 이다선의 역으로.
- 1971년 12월 1일 : 화물과 하물의 취급을 폐지.
- 1979년 5월 26일 : 아이치 현민의 숲에서 실시되었던 제30회 전국 식수제에 참가하기 위해 쇼와 천황 · 고준 황후가 하차.
- 1984년 2월 24일 : 이다선 남부로의 열차 집중 제어 장치(CTC) 도입에 맞춰, 역을 무인화.
- 1987년 4월 1일 : 일본국유철도 분할 민영화에 의해, 도카이 여객철도가 승계.

## 인접 역
| 도카이 여객철도 이다선 | 도카이 여객철도 이다선 | 도카이 여객철도 이다선     |
| ---------------------- | ---------------------- | -------------------------- |
| 유야온센 도요하시 방면 | ■ 쾌속 (상행선만 운전) | 미카와카와이 고마가네 방면 |
| 도카이 여객철도 이다선 |                        |                            |
| 유야온센 도요하시 방면 | ■ 보통                 | 가키다이라 다쓰노 방면     |